# Arabok
Az arabok egy etnikai csoport a Közel-Keleten és Észak-Afrikában, amelyek túlnyomórészt az arab országokban élnek. Nem őslakos közösségekként diaszpórákban is élnek a világ számos más országában. Az ókor óta a történelem során a világ különböző részein különböző neveket viseltek, mint például nabateusok, szaracénok, mórok stb.
Az eredeti arabok az Arab-félsziget vagy Arábia bennszülött lakói, később az arabok kifejezéssel már azokat jelölték, akik az iszlám terjeszkedése után nyelvileg arabizálódtak.
Egyes csoportok belőlük kialakult külön népcsoportokat képeznek (mint például a máltaiak). Az arabok létszáma a 2020-as évek elején körülbelül 450 millió főre tehető, amiből közel 100 millió fő a legnépesebb arab országban, Egyiptomban él. 
Nyelvük az arab nyelv, mely a sémi-hámi nyelvcsaládba tartozik. Az arab népcsoport saját kultúrkörrel rendelkezik, mely világszerte ismert és elismert. Elsősorban muszlimok, de több tízmillióra tehető köztük a keresztények lélekszáma is.
A középkorban a világ tudományának és művészetének legnagyobb része Kína mellett az arab világban koncentrálódott, hiszen az arab tudósok, irodalmárok és képzőművészek azon túlmenően, hogy továbbmentették és továbbfejlesztették az ókori Egyiptom, Hellász és a Római Birodalom eredményeit, teljesen új tudományokat és stílusokat adtak a világnak. Tudósaik az orvostudomány, a kémia, a földrajz, a matematika, a csillagászat és az építészet terén egyaránt rendkívül eredményesnek bizonyultak. A legjelentősebb arab államalakulatok a korban a Mohamed próféta által alapított Rásidún Kalifátuson kívül az Omajjád, az Abbászida, a Córdobai és a Fátimida Kalifátus, valamint az Ajjúbida és a Mamlúk Szultanátus voltak. A birodalmak óriási területeket uraltak, központjaik pedig nem kisebb hírű városok, mint Medina, Bagdad, Damaszkusz, Kairó és Córdoba voltak, mely városok a maguk fénykorában a világ legnagyobb és leggazdagabb települései közé tartoztak és a modern városi élet és kultúra nyomait már nagyon korán magukon viselték.
Az középkor végére a reconquista következtében a mórok kiszorultak az Ibériai-félszigetről, Córdoba egy lett az átlagos spanyol városok közül. Az arab világ hanyatlását azonban nem csak a mórok bukása bizonyította: a szaracénok a 15–16. századtól az Oszmán Birodalom uralma alá kerültek, majd a 18–19. századtól a mórokkal együtt az európai gyarmatosítás áldozatává estek. Az oszmán uralom Levantéban egészen Arábiai Lawrence fellépéséig fönnmaradt, a gyarmati rendszer felbomlása pedig 1918-ban kezdődött meg Észak-Jemen függetlenedésével.

## Az arabok története

### Az iszlám vallás térhódítása
Az Arábiát lakó arabok zöme ló- és tevetenyésztő nomád beduin volt. Törzseik a száraz, sivatagos területeken egymás ellen harcoltak az életet adó vízért, az oázisok legelőiért, az állatállományért. Az arabok egy része kereskedéssel foglalkozott, ők bonyolították le a Jemen és Palesztina közötti forgalmat, és bekapcsolódtak a nagy közel-keleti közvetítő kereskedelembe.
A Biblia szerint az arabok egy csoportjának az ősatyja Izmael, aki Ábrahámnak, a zsidók ősének egyik fia volt. Ábrahám és felesége Sára öregek voltak már, mikor Isten gyermeket ígért nekik. Sára úgy gondolta, neki már nem lehet gyermeke, ezért a szolgálóját Hágárt küldte be Ábrahámhoz. Hágár szülte meg Ábrahám fiát, Izmaelt. Tizennégy évvel később szülte meg Sára Izsákot, a zsidók ősatyját. Ezután Sára kényszerítette Ábrahámot, hogy Hágárt és fiát küldje el.
Isten megígérte Ábrahámnak, hogy Izmael fiaiból nép fog kerekedni. Kérdéses, hogy valósnak tekinthető a történet, vagy sem, mindenesetre az kétségtelen, hogy az arabok és a zsidók közeli rokonok egymással.
Jelentős települések alakultak ki a karavánutak mentén. Ilyen város volt Mekka a későbbi világvallás, az iszlám (jelentése: teljes meghódolás istennek) bölcsője. A városban élő Mohamed (570–632) tevehajcsárból lett kereskedő. Beutazta Arábiát. Utazásai során megismerkedett a zsidó és keresztény vallással, melyekből sokat merített, mielőtt látomásai nyomán 610 táján új tanokkal lépett fel. Mohamed hamar követőkre talált a szegények között, ezért rövidesen összeütközésbe került a Mekkát vezető gazdag kereskedőkkel, s híveivel együtt menekülni kényszerült. Menedéket és támogatókat talált a közeli városban, melyet később Medinának (Medinat-al-Nabi = a próféta városa) neveztek el. A Mekkából való kivonulás, a hidzsra éve (622) vált a muszlim időszámítás kezdetévé. Medinában megerősödött a hit, és sok követőre talált a nomádok között. Mohamed eszméi, miután a mekkai kereskedőkkel is egyezségre jutott (mekkai zarándoklat), fergeteges gyorsasággal kezdtek terjedni.

### A hódítások kezdete
Az iszlám (Mohamed próféta) egyesítette a korábban egymással harcoló arab törzseket, s ezzel óriási erőt szabadított fel, mely a dzsihád jelszavával a Közel-Keletre rontott, s rövid időn belül óriási területeket foglalt el. Mohamed próféta halálát (632. június 8.) követően a kalifák vették át az irányítást: Abu Bakr (632–634), majd Omár (634–644), későbbiekben Oszmán kalifa (644-656) és Ali kalifa (656-661), ha csak a rásidún (igaz úton vezérelt) kalifákra gondolunk. Vezetésükkel az előretörő iszlám harcosok pár évtized alatt elsöpörték a perzsa államot és Bizáncot is térdre kényszerítették. Uralmuk alá került Szíria, Palesztina, Mezopotámia (635–641 között), Egyiptom (639–642 között). Az Omajjád-dinasztia (661–750) irányításával a VII. század végére Keleten már az Indus völgyében jártak győztes hadaik, Közép-Ázsiában pedig már Szamarkand, a selyemút menti gazdag kereskedőváros is behódolt az araboknak. Nyugaton Bizánctól elfoglalták az Afrikai Exarchátust, majd Tárik vezér 711-ben átkelt a Gibraltári-szoroson (Dzsebel-el-Tárik = Tárik sziklája) és az Ibériai-félsziget nagy része arab fennhatóság alá került. A száz éve tartó sikereknek és hódításoknak két állam, egy régi és egy új vetett gátat. 732-ben Poitiers-nél Martell Károly frankjai, 740-ben Kis-Ázsiában, Akroinon mellett a bizánciak mértek vereséget az arabokra, leállítva előrenyomulásukat.

### Az arab világ leírása

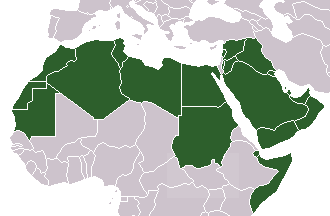
Az arab nyelvű világ

A 7. században az Arab-félszigetet nomád beduin törzsek lakták. A karavánutak kereszteződésében a 7. század elején létrejött több város, közülük a legjelentősebbek a Mekka és Jatrib volt. A beduin törzsek különféle vallásra tértek át.
Mekkában született Mohamed (570-632), az iszlám leendő prófétája. A Kurajs-törzshöz tartozott, melynek feladata a Kába kő kultikus helyének védelmezése volt. Hatéves korában Mohamed árvaságra jutott és nagybátyja nevelte fel. Huszonöt évesen elvette Khadidzsát, egy nála idősebb gazdag özvegyet és ettől kezdve felesége karavánjait kísérte. 610-ben Mohamedet Gábriel arkangyal Isten nevében felszólította, hogy Allah az Egyetlen Isten igéjének a hirdetője legyen. Mohamed tíz éven keresztül hirdette az igét Mekkában. Az új vallást ellenezte a Kurajs-törzs, emiatt Mohamed és követői kénytelenek voltak 622-ben átmenni Mekkából Jatribba. A próféta távozása Jatribba, hidzsra, azaz menekülés néven ismert. Jatrib város nevét Medinára (a próféta városa) változtatta, és Mekkához hasonló szent város lett. 630-ig az összes törzs átvette az iszlám vallást, ezáltal az arab törzsek egyesültek.
Mohamed 632-ben meghalt, helyét Abu Bakr vette át, aki felvette a kalifa (a próféta követője) címet. Abu Bakr-ral vette kezdetét az Omajjád-dinasztia (661-750), mely megteremtette a katonai expanzió alapjait. Elfoglalták az antik világ jelentős részét, elpusztították a hatalmas Perzsa Birodalmat és kiűzték Szíriából és Egyiptomból a bizánciakat. Észak-Afrikából kiindulva, 711-ben átkeltek a Gibraltári-szoroson és elkezdték az Ibériai-félsziget elözönlését. Előretörésüket megállította 732-ben Poiters-nél a Martell Károly vezette frank sereg. Kelet felé is indítottak hódításokat, és elértek egészen az Indus folyóig. Elfoglalták Szicíliát, Szardíniát és Dél-Itáliát. 750-ben Mezopotámiában lázadásra került sor, aminek a végeredménye az Omajjád-dinasztia kiirtása volt.
Új dinasztia jött létre, az Abbászida-dinasztia (750-1258). A dinasztia második kalifája, Al-Manszúr megalapította Bagdadot, és e várost tette birodalom központjának. Az Abbászida-dinasztia uralkodásának idejét a Kalifátus széthullása jellemezte. Az Omajjád-dinasztia egyik életben maradt tagja, Abderramán elmenekült az Ibériai-félszigetre, ahol 756-ban létrehozta a Córdobai Kalifátust, mely egészen 1492-ig fennmaradt. Az Abbászida Kalifátust a törökök elfoglalták 1055-ben.

### Az arab államszervezet
Az iszlám uralom megszilárdulásával kiépült az arab állam, melyet bizánci mintára szerveztek meg. A kalifák despotikus uralkodókká váltak. Az arab katonai vezető réteg földbirtokos arisztokráciává alakult, igaz a kalifák hatalmát nem tudták korlátozni, mivel azok elvehették, kicserélhették a birtokaikat. A tulajdonos ugyanis elvben a kalifa maradt. A szolgálati birtok rendszere biztosította a központi hatalom erejét. A földeket szabadok és részben rabszolgák művelték meg. A városok fennmaradtak, sőt virágzásnak indultak, mivel a közvetítő kereskedelem jelentős része az arabok kezébe került. Virágzó korszak kezdődött, az egységes hatalmi ellenőrzés alatt lévő óriási területeken fellendült a kereskedelem. Rendkívül fejlett volt a kézműipar, egy-egy város speciális termékei messzi vidékre eljutottak (damaszkuszi acél – Damaszkusz; kordován csizma – Córdoba; muszlinszövet – Moszul). Az óriási területet már nem bírták egyben tartani. Először a szélső tartományok szakadtak le és önállósultak (Córdobai Emírség, a mai Marokkó, majd Észak-Afrika középső része, illetve keleten Transzoxánia, Horászán és Kelet-Irán). Nemsokára a belső terület is felbomlott. A későbbiek során egy-egy országrész tett szert vezető szerepre. Ennek ellenére a X. században Európa felé újabb hullámban támadtak az arabok, ezúttal elsősorban a tengeren. A megerősödött Európa azonban hamarosan visszaverte őket.

## Mórok, szaracénok, izmaeliták
A középkorban a hódító észak-afrikai népeket különféle nevekkel illették: 
- a Hispániát meghódítókat móroknak (spanyolul moros),
- az Itália déli részét, valamint a mediterrán szigeteket megszállókat pedig szaracénoknak (latinul sarraceni) nevezték.

E kifejezéseket többnyire a keresztényektől való megkülönböztetésként használták az észak-afrikai népekre. 
A középkorban az izmaeliták kifejezést is gyakran használták az arabokra és más muszlim vallású népekre.
A szaracénok, izmaeliták kifejezések napjainkra többnyire kivesztek a köznyelvből.